# Nelly Sachs

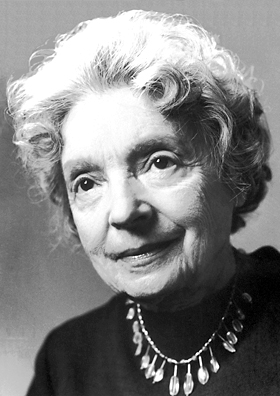
Nelly Sachs năm 1966

Nelly Sachs (10 tháng 12 năm 1891 - 12 tháng 5 năm 1970) là một nhà thơ người Đức đoạt giải Nobel Văn học năm 1966.

## Tiểu sử
Nelly Sachs sinh trong một gia đình Do Thái giàu có ở Berlin. Từ nhỏ đã yêu thích âm nhạc, văn chương, làm thơ đăng trên một số báo và in một cuốn sách bao gồm những giai thoại và truyền thuyết. Năm lên 15 tuổi Nelly Sachs đọc tiểu thuyết Gostar Berlings Saga của nữ nhà văn Thụy Điển Selma Lagerlof, cuốn sách đã để lại trong lòng Nelly Sachs một ấn tượng vô cùng sâu sắc và cô đã viết thư cho Selma Lagerlof. Kể từ đó hai người tiếp tục thư từ cho đến khi Selma Lagerlof mất.
Năm lên 18 tuổi Nelly Sachs bắt đầu làm thơ về thiên nhiên và dựa trên những câu truyện cổ tích, một số bài thơ được đăng trên các báo. Sau khi bố mất và Adolf Hitler lên nắm quyền ở Đức, Nelly Sachs cùng mẹ sống một cuộc sống thu mình, không tiếp xúc với xã hội bên ngoài.
Năm 1940, nước Đức đánh chiếm châu Âu và khủng bố người Do Thái, Nelly Sachs trốn sang Thụy Điển và ở đây tiếp tục sáng tác và dịch thuật. Tập thơ đầu tiên sau chiến tranh của bà In den Wohnungen des Todes (Trong ngôi nhà của tử thần) xuất bản tại Đông Đức năm 1947. Thơ Nelly Sachs mang tư tưởng nhân đạo, thường nói về nỗi thống khổ và niềm hi vọng của dân tộc Do Thái, chịu ảnh hưởng bởi thơ ca truyền thống Do Thái và chủ nghĩa thần bí cổ đại Đức. Từ sau chiến tranh bà còn viết một số vở kịch, nhưng tác phẩm khiến bà nổi tiếng nhất là Fluch und Verwandlung (Trốn chạy và biến đổi, 1959). Sau tập thơ này bà được trao giải thưởng Anetta von Droste Hulsoff và chính quyền Dortmund đã lập ra một giải thưởng văn học hàng năm mang tên Nelly Sachs và cấp cho bà một chế độ trợ cấp trọn đời.
Nelly Sachs được tặng nhiều giải thưởng, trong đó có Giải Hòa bình của ngành kinh doanh sách Đức năm 1965, giải Nobel bà nhận cùng với nhà văn Do Thái khác là Shmuel Yosef Agnon. Nelly Sachs mất tại Stockholm.

## Tác phẩm
- In den Wohnungen des Todes (Trong ngôi nhà của tử thần, 1946), thơ.
- Stern ver dunkelung (Che mờ các ngôi sao, 1949),thơ.
- Und niemand weiss weiter (Không ai biết được sẽ ra sao, 1957), thơ.
- Fluch und Verwandlung (Trốn chạy và biến đổi, 1959), thơ.
- Eli: Ein Mysterienspiel vom Leiden Israels (Eli: Bí kịch về những đau khổ của Israel, 1951), kịch.
- Zeichen im Sand (Những dấu hiệu trên cát, 1962), tập kịch.

## Một số bài thơ
| Các dân tộc trên đời hãy bằng sức mạnh những vì sao xa xôi quấn vào như búp sợi hãy đan, rồi tháo, rồi đan lại cho trộn lẫn những lời như cái tổ ong châm chích cho thoả lòng và để cho ong cắn lại. Các dân tộc trên đời chớ hủy hoại những lời hoàn vũ chớ chia cắt bằng dao lòng thù hận khắp nơi tiếng động sinh ra cùng hơi thở! Các dân tộc trên đời có ai không hiểu ngầm cái chết khi nói "cuộc đời" có ai không hiểu rằng máu thịt khi nói "vành nôi"! Các dân tộc trên đời những lời nói nơi ngọn nguồn bỏ lại bởi chúng sẽ quay về với những chân trời bằng mặt trái của mình sự sơ suất che đêm lại để những vì sao sẽ hồi sinh. Những người già Ở đây Trong kho chứa của những ngôi sao này Trời đêm che lên từng mảng Họ đứng và đợi Chúa Trời. Những móc sắt han gỉ cùm miệng họ Lưỡi lặng câm. Chỉ những đôi mắt nói lời Trong những đôi mắt – là những cái giếng xác chết chất đầy Ô, những người già mang những đứa trẻ bị thiêu trong mắt Như tài sản duy nhất của họ trên đời… Những người già đứng đấy Đêm cắt vào giấc ngủ Vào bầu trời đêm họ dõi mắt nhìn Họ đợi Chúa Trời với vì sao cháy lên. Những bàn tay giơ vào trời xanh Những đôi môi cháy sém Những đôi môi câm nín Trong tiếng kêu lạc lối những hành tinh. Chỉ những đôi mắt không ngủ bao giờ Bầy quạ đen trên đám mồi bay liệng Chìm trong nước mắt và luôn tái hiện Quạ canh chừng những đứa trẻ cháy thành tro. Ô, những người già mang những nấm mồ: Ký ức đắng cay của những ngày khiếp đảm! Họ vẫn đợi, kiên gan, dù Chúa Trời im lặng Không vội vàng từ xứ sở những vì sao… Bản dịch của Nguyễn Viết Thắng | Anh ở nơi đêm ở Anh ở nơi đêm ở cùng với những người học quên cõi trần gian từ xa xăm ngón tay của anh điểm tô trận đấu bằng tiếng nhạc của bản đồ một biển xa xăm những nốt nhạc trong đôi tai của anh những cây cầu là cơ sở từ Đây đến Đó và một nhiệm vụ giản đơn mà câu trả lời chỉ những người đang hấp hối biết. Khoảng lặng ngừng Vào giờ khắc Khi thời gian trở nên trong suốt Và mặt trời khuất sau chân trời Trên ngôi mộ chung hoa lá phủ đầy Thì cuộc sống ở bên kia thế giới Sẽ báo tin về người. Sự ánh lên của những cành lá cọ Là chân lý của sự cô độc hoang vu. Cuộc đời trước Trong lời cầu nguyện ánh lên Và ngủ yên trên mạch nguồn cẩm thạch Từ đôi tai của vỏ ốc Tiếng nhạc vang lên. Ô đại dương mênh mông trong đôi tai nhỏ nhắn Ôi vũ điệu của tình Bìa của cuốn sách thời gian mỏng mảnh. Đấy từng là cuộc sống Giấc ngủ dửng dưng trong không gian ma thuật màu đen Cái gai nhọn bị lãng quên Và hoa hồng nhuốm máu Thấm vào ký ức đã từng. Tia chớp hình răng cưa Chiếu vào vũ hội hóa trang của bão Bờ xương voi Chìm vào bóng tối. Khi ngày lặng ngừng vào buổi hoàng hôn khi giờ không hình thức đến những giọng cô đơn hòa quyện vào nhau khi động vật không trở nên thú dữ hoặc những con mồi chỉ những bông hoa là vẫn có mùi khi tất cả trở thành vô danh tiếng như đã từng trong buổi Đầu Tiên anh đi dưới hầm mộ của thời gian mà người mở cửa là người đứng ở Cuối Cùng ở đó những con tim đang lớn trong bản chất tối đêm và anh đi xuống cái chết đã ở lại sau lưng nó chỉ là một điểm thoáng qua trên con đường và anh đừng nhìn về phía cửa mà đôi mắt hãy mở để thấy một ngôi sao mới ngôi sao bỏ lại ánh sáng của mình. |